# Vizore
Vizore este o localitate din comuna Vojnik, Slovenia, cu o populație de 133 de locuitori.